# Asygyna coddingtoni
Asygyna coddingtoni là một loài nhện trong họ Theridiidae.
Loài này thuộc chi Asygyna. Asygyna coddingtoni được miêu tả năm 2006 bởi Agnarsson.